# Geometria e Experiência
Geometria e experiência é um ensaio escrito pelo físico alemão Albert Einstein em 1921 [1]. Trata-se de um paper relevante porque introduz o leitor à teoria da relatividade geral.

## Resumo
Como o próprio nome do artigo diz, Einstein se propõe a discutir as relações entre geometria e experiência. Ele explica que a matemática desfruta de um "particular prestígio" [1] pelo fato de suas proposições serem incontestadas, enquanto que as proposições das outras ciências são sempre sujeitas à discussão e podem até ser alteradas por conta de novas descobertas. No entanto, ele analisa que as proposições da matemática, especificamente da geometria, não se referem aos objetos da realidade, mas aos da imaginação humana (caráter lógico-formal que independe da realidade objetiva). Para elaborar a teoria geral da relatividade (também conhecida como uma teoria geométrica da gravitação), Einstein despojou a geometria de seu caráter lógico-formal para assim "associar aos conceitos esquemáticos vazios da geometria axiomática objetos do mundo real acessíveis à experiência". O ensaio demonstra que foi necessário derivar e fundamentar a geometria na experiência para assim lançar os fundamentos que corroboram a tese de que a gravidade é uma propriedade geométrica do espaço-tempo.